# Jelugireh-ye Olya
Jelugireh-ye Olya (en persan : جلوگيره عليا romanisé en Jelūgīreh-ye ‘Olyā et également connu sous le nom de Jelogīreh-ye ‘Olyā) est un village de la province de Kermanshah en Iran. Lors du recensement de 2006, sa population était de 134 habitants pour 32 familles.